# Libellago balus
Libellago balus är en trollsländeart som beskrevs av Hamalainen 2002. Libellago balus ingår i släktet Libellago och familjen Chlorocyphidae. IUCN kategoriserar arten globalt som starkt hotad. Inga underarter finns listade i Catalogue of Life.